# Fiachra II Cossalach
Fiachra II Cossalach („Brudnostopy”) (zm. 710 r.) – król ludu Cruithni i Dál nAraidi na terenie irlandzkiego Ulaidu (Ulster) od 709 r. do swej śmierci.
Nie jest znane pochodzenie Fiachry. Roczniki Ulsteru mówią, że był synem Dúngala, prawdopodobnie Dúngala Eilni mac Scandail (zm. 681 r.), króla Cruithni. Fiachra jest wspomniany, jako jeden z poręczycieli Cáin Adomnáin przy Synodzie w Birr 697 r. z tytułem króla Cruithni. Innym poręczycielem był Áed III Aired (zm. 698 r.), uważany także za króla Cruithni. Lud Cruithni miał wielu królów. Prawdopodobnie Fiachra był tylko królem Cruithni, zaś Áed III był królem Dál nAraidi, jak podaje Księga z Leinsteru. Według niej Fiachra objął tron Dál nAraidi po śmierci Lethlobara I mac Echach (zm. 709 r.). Natomiast jego następcą został Dub dá Inber mac Congalaig (zm. 727 r.).
Źródła mówią, że Fiachra został zabity z rąk Cruithni, albo „zabity pośród Cruithni”. Prawdopodobnie jego synem był Flaithróe mac Fiachrach (zm. 774 r.), przyszły król Dál nAraidi.